# Banjai
Saido Indjai, dit Banjai, né le 19 juillet 1981 à Bissau en Guinée-Bissau, est un footballeur international bissaoguinéen. Il évoluait au poste de défenseur.

## Biographie

### Carrière en équipe nationale
Banjai joue son premier match en équipe nationale le 4 septembre 2010 lors d'un match des éliminatoires de la Coupe d'Afrique 2012 contre le Kenya (victoire 1-0).
Il dispute deux matchs face au Togo comptant pour les éliminatoires du mondial 2014.
Au total, il compte 12 sélections et 0 but en équipe de Guinée-Bissau entre 2010 et 2014.

## Palmarès
- Avec le Sporting Covilhã :
  - Champion du Portugal de D3 en 2005

## Statistiques
| Saison                | Club                  | Championnat           | Championnat | Championnat | Coupe(s) nationale(s) | Coupe(s) nationale(s) | Guinée-Bissau | Guinée-Bissau | Total | Total |
| Saison                | Club                  | Division              | M.          | B.          | M.                    | B.                    | M.            | B.            | M.    | B.    |
| 2000 - 2001           | Lusitânia             | II Divisão            | 38          | 0           | -                     | -                     | -             | -             | 38    | 0     |
| 2001 - 2002           | Ermesinde             | II Divisão            | 15          | 1           | -                     | -                     | -             | -             | 15    | 1     |
| 2002 - 2003           | União Lamas           | Segunda Liga          | 30          | 0           | -                     | -                     | -             | -             | 30    | 0     |
| 2003 - 2004           | Louletano             | II Divisão            | 38          | 2           | -                     | -                     | -             | -             | 38    | 2     |
| 2004 - 2005           | Sporting Covilhã      | II Divisão            | 35          | 7           | -                     | -                     | -             | -             | 35    | 7     |
| 2005 - 2006           | Sporting Covilhã      | Segunda Liga          | 30          | 1           | -                     | -                     | -             | -             | 30    | 1     |
| 2005 - 2006           | Sporting Covilhã      | II Divisão            | 15          | 0           | -                     | -                     | -             | -             | 15    | 0     |
| 2007 - 2008           | Louletano             | II Divisão            | 12          | 0           | -                     | -                     | -             | -             | 12    | 0     |
| 2008 - 2009           | Oliveirense           | Segunda Liga          | 30          | 1           | 2                     | 0                     | -             | -             | 32    | 1     |
| 2009 - 2010           | Oliveirense           | Segunda Liga          | 30          | 0           | 1                     | 0                     | -             | -             | 31    | 0     |
| 2010 - 2011           | Oliveirense           | Segunda Liga          | 29          | 2           | 3                     | 0                     | 4             | 0             | 36    | 2     |
| 2011 - 2012           | Oliveirense           | Segunda Liga          | 25          | 1           | 8                     | 0                     | 6             | 0             | 39    | 1     |
| 2012 - 2013           | Oliveirense           | Segunda Liga          | 38          | 5           | 5                     | 0                     | -             | -             | 43    | 5     |
| 2013 - 2014           | Oliveirense           | Segunda Liga          | 34          | 1           | 3                     | 0                     | 2             | 0             | 39    | 1     |
| Total sur la carrière | Total sur la carrière | Total sur la carrière | 399         | 21          | 22                    | 0                     | 12            | 0             | 433   | 21    |